# Gammel Havdrup Mose
Gammel Havdrup Mose este o arie protejată (arie de protecție specială avifaunistică — SPA) din Danemarca întinsă pe o suprafață de 98 ha, integral pe uscat.

## Localizare
Centrul sitului Gammel Havdrup Mose este situat la coordonatele 55°33′45″N 12°09′17″E / 55.5625°N 12.154722°E.

## Înființare
Situl Gammel Havdrup Mose a fost declarat arie de protecție specială avifaunistică în mai 1983 pentru a proteja 2 specii de animale.

## Biodiversitate
Situată în ecoregiunea continentală, aria protejată nu include niciun habitat protejat.
La baza desemnării sitului se află mai multe specii protejate de  păsări (2): chirighiță neagră (Chlidonias niger), erete de stuf (Circus aeruginosus).